# Adama Barrow
Adama Barrow (Kunda, 16 de febrero de 1965) es un empresario inmobiliario y político gambiano del Partido Democrático Unificado. Actualmente se desempeña como presidente de Gambia desde el 19 de enero de 2017. 
Su transición presidencial tuvo muchas dificultades, ante la negativa del presidente saliente Yahya Jammeh a ceder el puesto, ocasionando una crisis constitucional que obligó a Barrow jurar su cargo en la embajada de Gambia en Senegal. Finalmente, tras una breve invasión de las fuerzas de la CEDEAO a Gambia, Jammeh abandonó el país el 21 de enero exiliándose a Guinea Ecuatorial, permitiendo la instalación de Barrow quien retornó a Gambia el 26 de enero.
En noviembre de 2021, Adama Barrow anunció su candidatura para las elecciones presidenciales de 2021 y terminó siendo reelegido con el 53% de los votos.

## Biografía

### Primeros años y carrera empresarial
Barrow nació en Mankamang Kunda, un pequeño pueblo Jimara cercano a Basse. Acudió a la escuela primaria Koba Kunda y estudió secundaria en la escuela Crab Island de Banjul antes de recibir una beca para Muslim High School. Después de la graduación, trabajó para Alhagie Musa & Hijos y ascendió hasta ser director de ventas. Se trasladó a Londres a principios de los años 2000 donde se graduó en derecho y gestión inmobiliaria mientras trabajaba como guardia de seguridad para financiar sus estudios.
Regresó a su Gambia natal, poco después de su graduación, en 2000. En 2006 estableció una inmobiliaria en Majum y desde entonces había sido Jefe Agente Ejecutivo de la compañía.

## Carrera política

### Victoria electoral de 2016
Era tesorero del Partido Democrático Unificado, el principal partido de la oposición, cuando en octubre de 2016 fue elegido como candidato de una coalición integrada por los principales partidos de la oposición. Dejó su puesto en el partido para evitar suspicacias con el resto de partidos de la coalición durante la campaña. Desarrolló una campaña electoral en pro de la modernización del país. 
En diciembre salió vencedor en la confrontación electoral con Jammeh y fue declarado oficialmente vencedor de los comicios por 263.515 votos (45,5%), frente a los 212.099 (36,7%) que obtuvo Jammeh. Aunque Jammeh, que gobernaba en Gambia desde 1994, reconoció su derrota en las urnas el día después de la votación y felicitó públicamente al presidente electo, una semana más tarde rechazó los resultados al considerar que el escrutinio estuvo plagado de irregularidades.

### Crisis constitucional

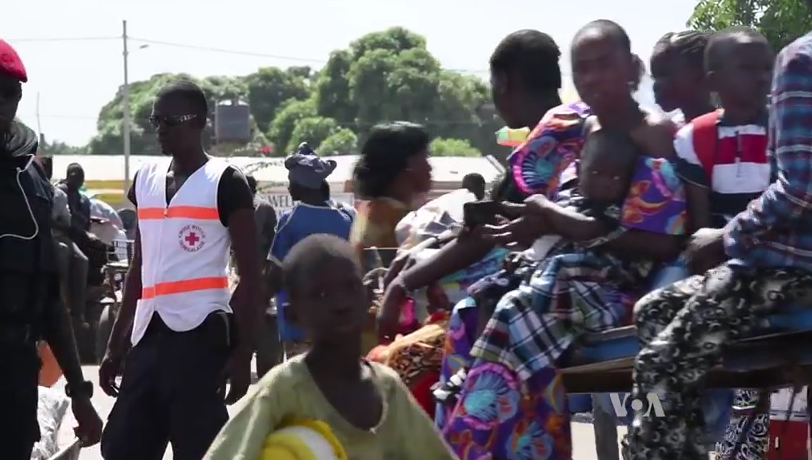
Refugiados en Senegal durante la crisis constitucional gambiana.

Representantes de países de la CEDEAO como Nigeria, Ghana, Liberia y Sierra Leona viajaron a Gambia en diciembre para intentar convencer a Jammeh de que abandonara el poder, pero la misión terminó entonces sin resultados. La CEDEAO anunció entonces que enviaría tropas si el actual presidente se niega a ceder el poder al candidato vencedor. Además del organismo regional, la ONU, Estados Unidos, la Unión Europea y la Unión Africana pidieron a Jammeh que aceptara los resultados y garantizara una transición pacífica.
Barrow viajó a Dakar el 15 de enero y asumió la presidencia del país el 19 de enero de 2017 en la embajada de Gambia en Dakar donde se refugió tras la negativa de Yahya Jammeh a ceder el poder. Un día antes, el 18 de enero, fecha en la que Barrow debía asumir la presidencia, Jammeh declaró el estado de emergencia a causa de la presencia de las tropas de la CEDEAO en la frontera y el Parlamento de Gambia prolongó tres meses la presencia de Jammeh en el poder en respuesta legal a esta declaración de emergencia.

## Presidente de Gambia

### Juramentación e intervención militar de la CEDEAO
Barrow contaba con el respaldo del Consejo de Seguridad de la ONU que, una hora después de que asumiera la presidencia en el exilio, aprobó una resolución respaldando al nuevo presidente y apoyando las gestiones de la Comunidad Económica de los Estados de África Occidental (CEDEAO) para lograr que Jammeh entregara el poder. El texto fue impulsado por Senegal. Tropas de la CEDEAO entraron en Gambia para expulsar al presidente. El 20 de enero se anunció que tras una jornada de intensa negociación Jammeh aceptaba ceder el poder y abandonar el país. El 21 Jammeh realizó una declaración a través de la Radio Televisión Gambiana (GRTS) anunciando su abandono del poder. Salió de Banjul el 21 por la noche hacia el exilio en Guinea Ecuatorial. Soldados senegaleses de la Fuerza Oeste Africana cruzaron la frontera hacia Gambia el 22 de enero por la mañana. En un comunicado el general al mando de la misión de la CEDEAO dijo que las fuerzas se mantendrían desplegadas para facilitar la toma de posesión del presidente Barrow quien anunció que viajaría a Banjul cuando "las fuerzas regionales crearan las condiciones para garantizar su seguridad como presidente".  El 23 de enero nombró a Fatoumata Tambajang exministra de Yahya Jammeh, destacada activista pro Derechos Humanos y relatora de género de la ONU como vicepresidenta de Gambia, aunque fue considerada inelegible debido a su edad. Su aceptación o no está en proceso de confirmación. Tambajang jugó un importante papel en la coalición opositora que arrebató el poder al dictador Jammeh.

### Regreso a Gambia
Barrow regresó a Banjul el 26 de enero de 2017 para asumir formalmente la presidencia del país. A su llegada a Banjul fue recibido por una multitud de personas que celebraron su llegada y le dieron la bienvenida. El 28 de enero, anunció sus planes iniciales para el país. Primero ordenó la reestructuración de la Agencia Nacional de Inteligencia (NIA por sus siglas en inglés) que era frecuentemente asociada con el autoritarismo del régimen de Jammeh. Barrow afirmó que la NIA era una institución que debía continuar, pero agregó que "el imperio de la ley estará a la orden en todo momento", afirmando que daría formación adicional a los miembros de la organización. También anunció devolver el nombre oficial del país a "República del Gambia", luego de que en 2015 Jammeh lo cambiara a "República Islámica del Gambia", bajo la afirmación de que no toda la población gambiana era islámica, y que una República debía ser "igual para todos". Declaró a partir del inicio de su mandato la absoluta libertad de prensa en su país y que los miembros de sus gabinetes tendrían que declarar sus bienes antes de asumir sus funciones.
El martes 14 de febrero, Gambia recibió la respuesta formal de Boris Johnson, Ministro de Relaciones Exteriores y de la Mancomunidad de Naciones, comprometiéndose a readmitir al país africano en la Mancomunidad lo antes posible, y afirmando que había hablado con la secretaría general de la organización para acelerar el proceso. La Mancomunidad, por su parte, envió un mensaje de felicitación a Barrow por su decisión de retornar a la organización, recordándole que para regresar a la misma necesitaría el apoyo de los 52 jefes de gobierno que la integran.
El 18 de febrero, con motivo del 52° aniversario de la independencia de Gambia en 1965, fue juramentado oficialmente dentro del país (luego de haber tenido que tomar posesión del cargo en Dakar por la crisis política) en una multitudinaria ceremonia en el Independence Stadium, en el que se encontraban varios jefes de Estado africanos y representantes de otros países. Durante su discurso inaugural, declaró que el país había cambiado para siempre, pero recordó que, debido a los problemas económicos heredados por el gobierno de Jammeh, todavía quedaba un largo camino por recorrer. También declaró su intención de fortalecer el poder judicial y establecer varios medios de prensa independiente en el país.

### Elecciones parlamentarias de 2017
Las siguientes elecciones parlamentarias, primeras posteriores al régimen de Jammeh, fueron programadas para el 6 de abril. Durante el gobierno de Jammeh, su partido, la Alianza para la Reorientación y la Construcción Patriótica, había dominado la Asamblea Nacional de Gambia y era considerada un órgano legislativo títere del mandatario. Tras la caída de Jammeh, varias manifestaciones se dieron en el país exigiendo la dimisión en masa de los miembros de la Asamblea, bajo el argumento de que habían actuado en contra de los intereses del pueblo al aprobar el estado de emergencia impuesto por Jammeh poco antes de dimitir por la intervención militar externa, y por haber aceptado prolongar el mandato del expresidente hasta mayo. Por encima de esto, la coalición opositora, que se había unido para desbancar a Jammeh del poder de forma constitucional comenzaba a fragmentarse, y era visto como difícil que se presentaran como una única lista para las elecciones parlamentarias. El propio Ousainou Darboe, quien fuera uno de los principales opositores al gobierno de Jammeh, declaró su preferencia de que los partidos opositores (de ramas ideológicas claramente diversas) disolvieran la unión y se presentaran por separado.
Finalmente, la coalición fue disuelta de facto en los primeros días de abril. Los partidos políticos del país se presentaron por separado en las elecciones, y el Partido Democrático Unificado obtuvo mayoría absoluta con 31 escaños de la Asamblea Nacional.

### Política social
La presidencia de Barrow debió derogar gran cantidad de leyes socialmente restrictivas impuestas por el régimen de Jammeh, de carácter fuertemente islamista. La prohibición de juegos de azar aplicada por Jammeh, bajo la excusa de que eran "negocios poco éticos y explotadores", fue levantada por Barrow en mayo de 2017, en un esfuerzo por atraer inversionistas y crear oportunidades de empleo.
Tras la caída de Jammeh, muchas organizaciones internacionales de derechos LGBT hicieron un llamado a la despenalización de la homosexualidad en Gambia, considerado uno de los países más restrictivos en dicha materia durante el régimen de la APRC. Pocas semanas después de asumir la presidencia, Barrow emitió una sola declaración muy vaga sobre la penalización de las relaciones homosexuales, debido a la fuerte homofobia a nivel local, afirmando que estas "no eran un problema" para su país. Ousainou Darboe, Ministro de Asuntos Exteriores y principal líder de la oposición durante el gobierno de Jammeh, afirmó en mayo que abogaría por la despenalización, bajo el alegato de que Jammeh "utilizó la homosexualidad como excusa para reprimir opositores políticos" y que por lo tanto esa ley "es una distracción que debe eliminarse de nuestra legislación".

## Gabinete presidencial
La mayoría de los Ministros del gabinete de Barrow fueron juramentados el 1 de febrero.

## Identidad étnica y puntos de vista sobre el tribalismo
Barrow pertenece a la etnia Fula, el segundo grupo étnico más grande de Gambia después de los Mandingas. También tiene algo de sangre mandinga basándose en el origen étnico de su padre, pero está más identificado con los fulas en términos sociales y culturales, después de haber tenido un padre mandinga y una madre fula. Se crio hablando el idioma fula en un pueblo principalmente compuesto por personas de este grupo étnico, sus dos esposas son fulas.
Cuando se le preguntó con respecto a estos temas, y que punto de vista tenía con respecto a Gambia en ese tema, declaró que: "sería un país inclusivo donde el tribalismo no tendría lugar. Soy la persona menos tribalista que jamás hayan visto. Hay mezclas étnicas en mí. Soy un sarahule, mandinga y fula. Dos de mis hermanas de mi mismo padre y madre están casadas con diolas. Así que la tribu no es importante. Lo importante es que todos somos gambianos y debemos unirnos y trabajar por el progreso de nuestro país".

## Vida personal
Según sus propias declaraciones, Barrow es un musulmán devoto y dice que su fe guía su vida y su actividad política. Practica la poligamia y tiene dos esposas, Fatoumatta Bah y Sarjo Mballow. Sus dos esposas son de la etnia fula. Barrow tiene cuatro hijos vivos. Habibu Barrow, su hijo de ocho años de edad, murió después de ser mordido por un perro, el 15 de enero de 2017, pocas horas después de que Barrow se exiliara en Senegal. Barrow no pudo asistir al funeral de su hijo por recomendación de la CEDEAO y por motivos de seguridad, debido a la inestabilidad política imperante en Gambia en ese momento.
Barrow también es seguidor del equipo de fútbol inglés Arsenal Football Club. Su apoyo al equipo comenzó en la década de 2000, mientras vivía en el Reino Unido.
| Predecesor: Yahya Jammeh | Presidente de la República de Gambia 2017 - actualidad | Sucesor: en el cargo |